# Manolo Simón
Manuel Cuervo Simón (Oviedo, España, 20 de junio de 1972) más conocido como Manolo Simón, es un exfutbolista y entrenador de fútbol español. Actualmente realiza las labores de primer entrenador en la Sociedad Deportiva Lenense Proinastur, del grupo II de la Tercera Federación.

## Trayectoria

### Como jugador
Se formó como jugador en las categorías inferiores del Real Oviedo y desde 1991 a 1996 formó parte del Real Oviedo Vetusta. 
El 20 de diciembre de 1995, debuta en la Primera División de España en un encuentro frente al Real Club Celta de Vigo. 
En diciembre de 1996, firmó por el Pontevedra Club de Fútbol de la Segunda División B de España.
En las siguientes temporadas formaría parte de varios equipos como Real Sociedad Gimnástica de Torrelavega, Zamora Club de Fútbol, Caudal Deportivo, Real Titánico, Oviedo Astur C. F. y Club Deportivo Universidad de Oviedo, donde se retiró en 2008.

### Como entrenador
Antes de retirarse como jugador, comenzó su carrera como entrenador en las categorías inferiores del Club Deportivo Universidad de Oviedo, de donde se hizo cargo del filial del Universidad de Oviedo y posteriormente a La Fresneda, donde compaginaba la labor de entrenador con la de la dirección de la Escuela de Fútbol de la localidad sierense.
Entrena consecutivamente a tres equipos del grupo II de la Tercera División de España: en la temporada 2016-17, se hace cargo del Club Deportivo Llanes, al que dirige durante dos temporadas. Tras un año en blanco, en la 2018-19, firma por el Caudal Deportivo, al que entrena también durante dos temporadas seguidas. Para la campaña 2020-21, firma por el Club Deportivo Tuilla, al que dirige durante dos temporadas.
El 6 de mayo de 2022, firma como entrenador del Club Deportivo Covadonga de la Tercera Federación, con el que lograría ser campeón del grupo II y ascender a la Segunda Federación. El 7 de enero de 2024 es destituido por el club ovetense.
A fines del mes de junio de 2024, la Sociedad Deportiva Lenense hace oficial su contratación para la campaña 2023-24 en Tercera Federación.

## Clubes

### Como entrenador
| Club             | País   | Año       |
| ---------------- | ------ | --------- |
| C. D. Llanes     | España | 2016-2018 |
| Caudal Deportivo | España | 2018-2020 |
| C. D. Tuilla     | España | 2020-2022 |
| C. D. Covadonga  | España | 2022-2024 |
| S. D. Lenense    | España | 2024-     |